# گویش گالوری
گویش گالوری از زبان‌های رومی رایج در کشور ایتالیا می‌باشد  که به شاخه زبان‌های رومی جنوبی تعلق داشته و حدود یکصد هزار تن گویشور دارد که عمدتاً در جزیره ساردینیا بسر می برند.